# Horîșkivka, Tomașpil
Horîșkivka (în ucraineană Горишківка) este o comună în raionul Tomașpil, regiunea Vinnița, Ucraina, formată numai din satul de reședință.

## Demografie
Componența lingvistică a satului Horîșkivka
     Ucraineană (99,06%)
     Alte limbi (0,94%)
Conform recensământului din 2001, majoritatea populației satului Horîșkivka era vorbitoare de ucraineană (99,06%), existând în minoritate și vorbitori de alte limbi.